# David Bernhardt
David Longly Bernhardt (Rifle, 17 agosto 1969) è un politico statunitense, segretario degli Interni nella prima presidenza Trump dal 2019 al 2021.

## Biografia
Nato e cresciuto a Rifle, nel Colorado, Bernhardt consegue la laurea alla University of Northern Colorado. Laureatosi poi in giurisprudenza alla George Washington University, è stato subito ammesso alla Colorado Bar Association. Inizia come avvocato lavorando per il rappresentante del Congresso statunitense Scott McInnis. Lavorò poi al Dipartimento degli Interni degli Stati Uniti d'America sotto la presidenza di George W. Bush, dove divenne consigliere per l'allora segretario degli Interni Gale Norton.
Il 28 aprile 2017 venne nominato dal presidente Donald Trump come vicesegretario degli Interni, venendo confermato dal Senato il 1º agosto successivo. Il 2 gennaio 2019, in seguito alle dimissioni del segretario Ryan Zinke, assunse la carica ad interim fino alla sua nomina ufficiale avvenuta l'11 aprile.
Nel 2020 viene nominato come sopravvissuto designato per la cerimonia del discorso sullo stato dell'Unione del 4 febbraio dello stesso anno.